# Йохан Адам фон Ауершперг
Йохан Адам Йозеф фон Ауершперг (на немски: Johann Adam Joseph Fürst von Auersperg; на чешки: Jan Adam z Auerspergu) е княз на Ауершперг, едър земевладелец, оберст-кемерер и наследствен маршал на Тирол.

## Биография
Роден е на 27 август 1721 година във Виена, Хабсбургска монархия. Той е вторият син на княз Хайнрих Йозеф фон Ауершперг (1697 – 1783) и първата му съпруга принцеса Мария Доминка фон Лихтенщайн (1698 – 1724), дъщеря на княз Йохан Адам I Андреас фон Лихтенщайн (1656 – 1712) и графиня Ердмунда Мария фон Дитрихщайн-Николсбург (1662 – 1737).
Брат е на княз Карл Йозеф Антон фон Ауершперг (1720 – 1800) и полубрат на Йозеф Франц Антон фон Ауершперг (1734 – 1795), кардинал, княжески епископ на Пасау (1784 – 1795).
През 1777 г. Йохан Адам Йозеф фон Ауершперг купува „Розенкавалир-пале“ във Виена, който носи името палат Ауершперг. Понеже децата му умират преди него, той осиновява племенника си принц Карл (1750 – 1822), третият син на брат му Карл Йозеф Антон, и на 21 декември 1791 г. го обявява за свой универсален наследник.
Умира на 11 ноември 1795 година във Виена на 74-годишна възраст. Погребан е в Чехия.

## Фамилия
Първи брак: на 17 януари 1746 г. се жени за графиня Катарина фон Шьонфелд (* 12 ноември 1728; † 4 юни 1753), наследничка на земи в Бохемия, дъщеря на граф Йозеф Франц фон Шьонфелд и графиня Катарина Михна фон Вайтценау. Те имат пет деца:
- Франциска (1748 – 1752)
- Йозеф (1749 – 1772)
- Карл (1750 – 1752)
- Мария Терезия (1751 – 1754)
- Мария Елизабет Алойзия (1753 – 1754)

Втори брак: на 10 април 1755 г. се жени за графиня Мария Вилхелмина Йозефа фон Найперг (* 30 април 1738; † 21 октомври 1775, Виена), дъщеря на граф Вилхелм Райнхард фон Найперг (1684 – 1774) и Мария Франциска Терезия Кевенхюлер фон Франкенбург (1702 – 1760). Бракът е бездетен.